# Livio Vacchini

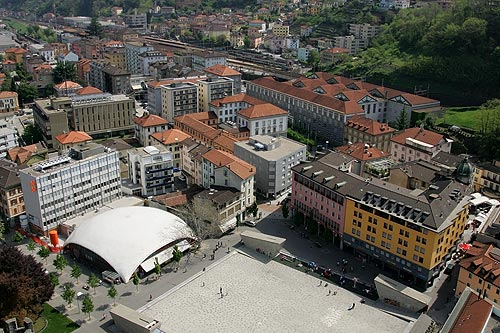
Piazza del Sole à Bellinzone, 1996-99.

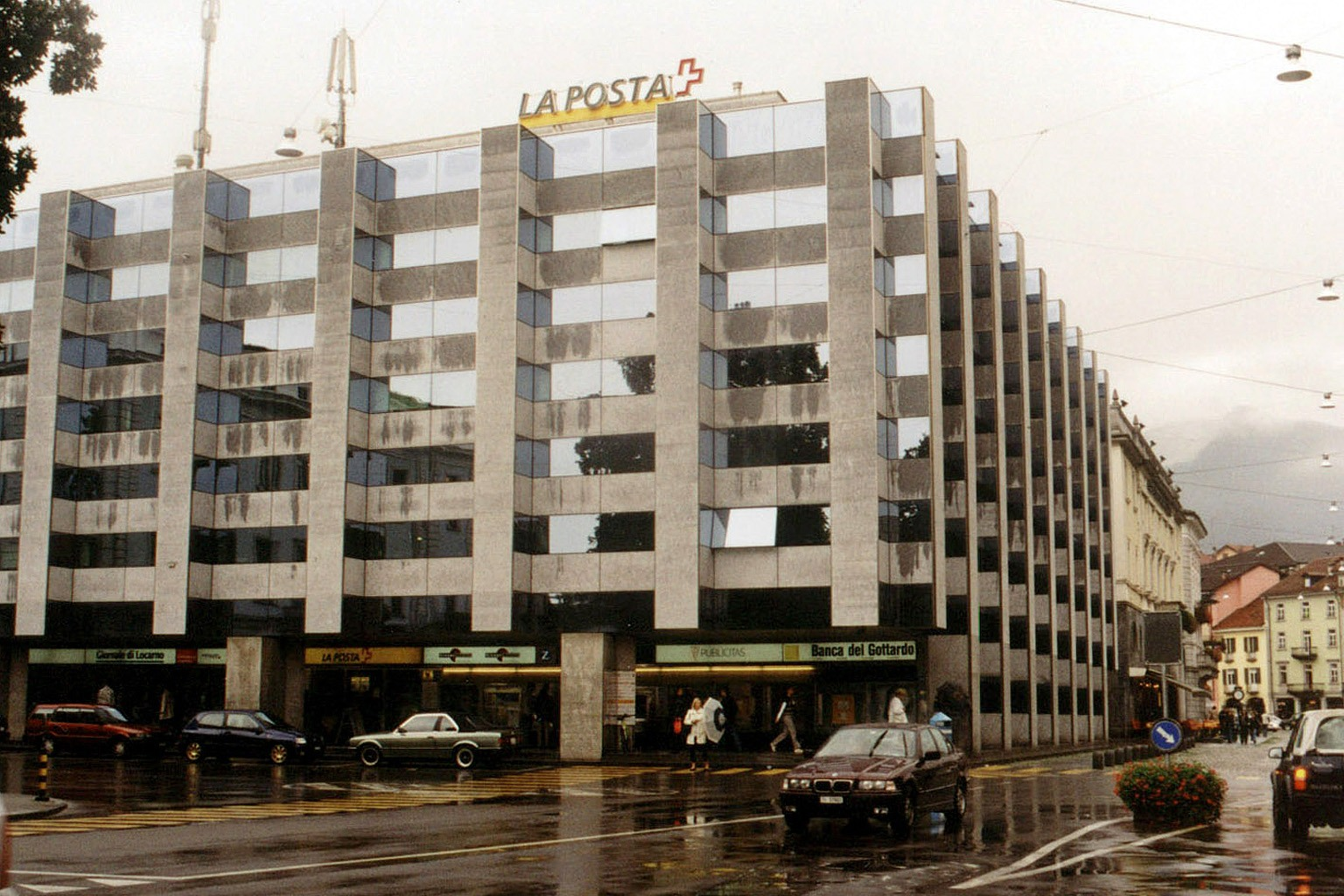
La Poste à Locarno, 1992-95.

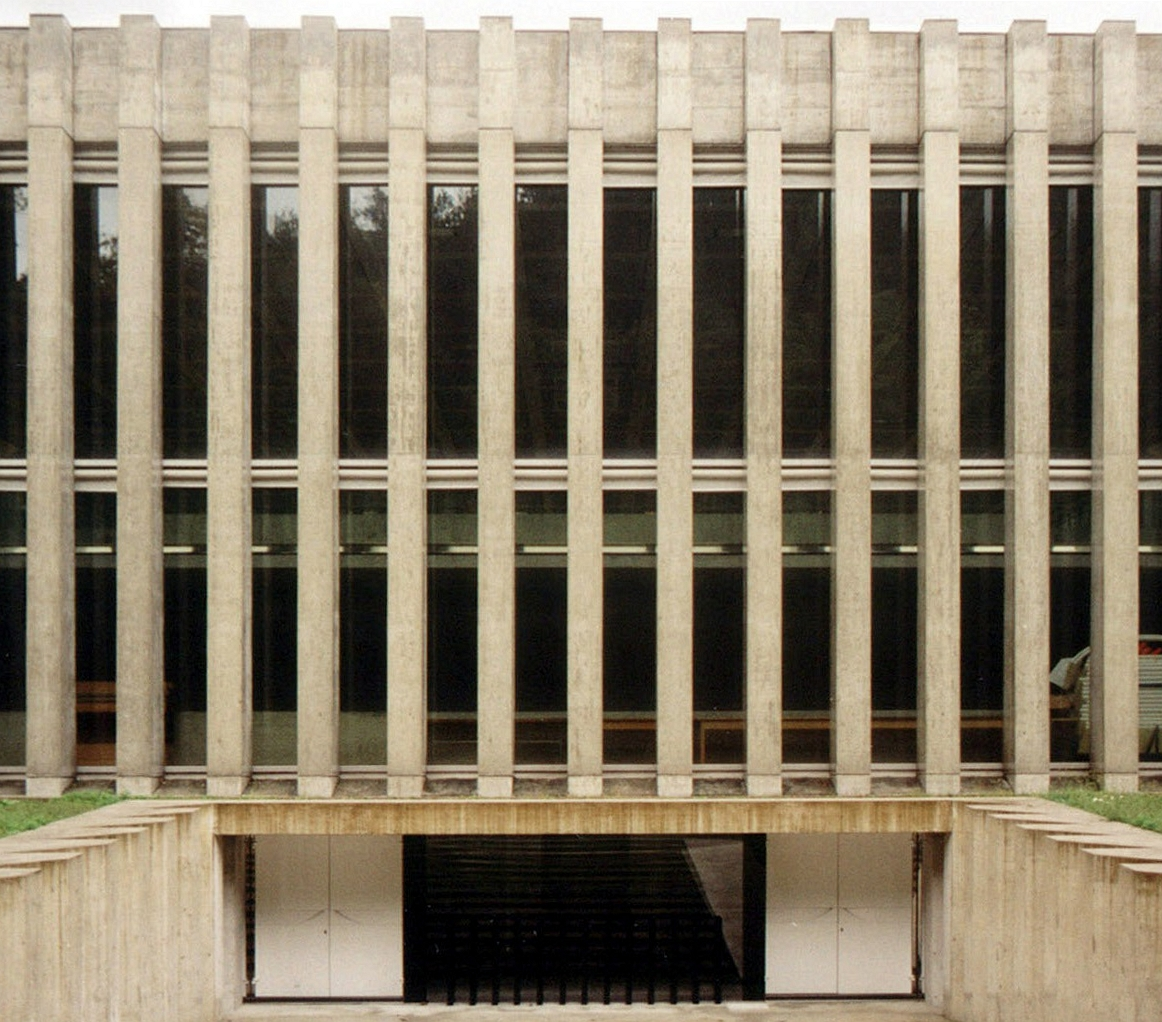
Palestra à Losone, 1995-97.

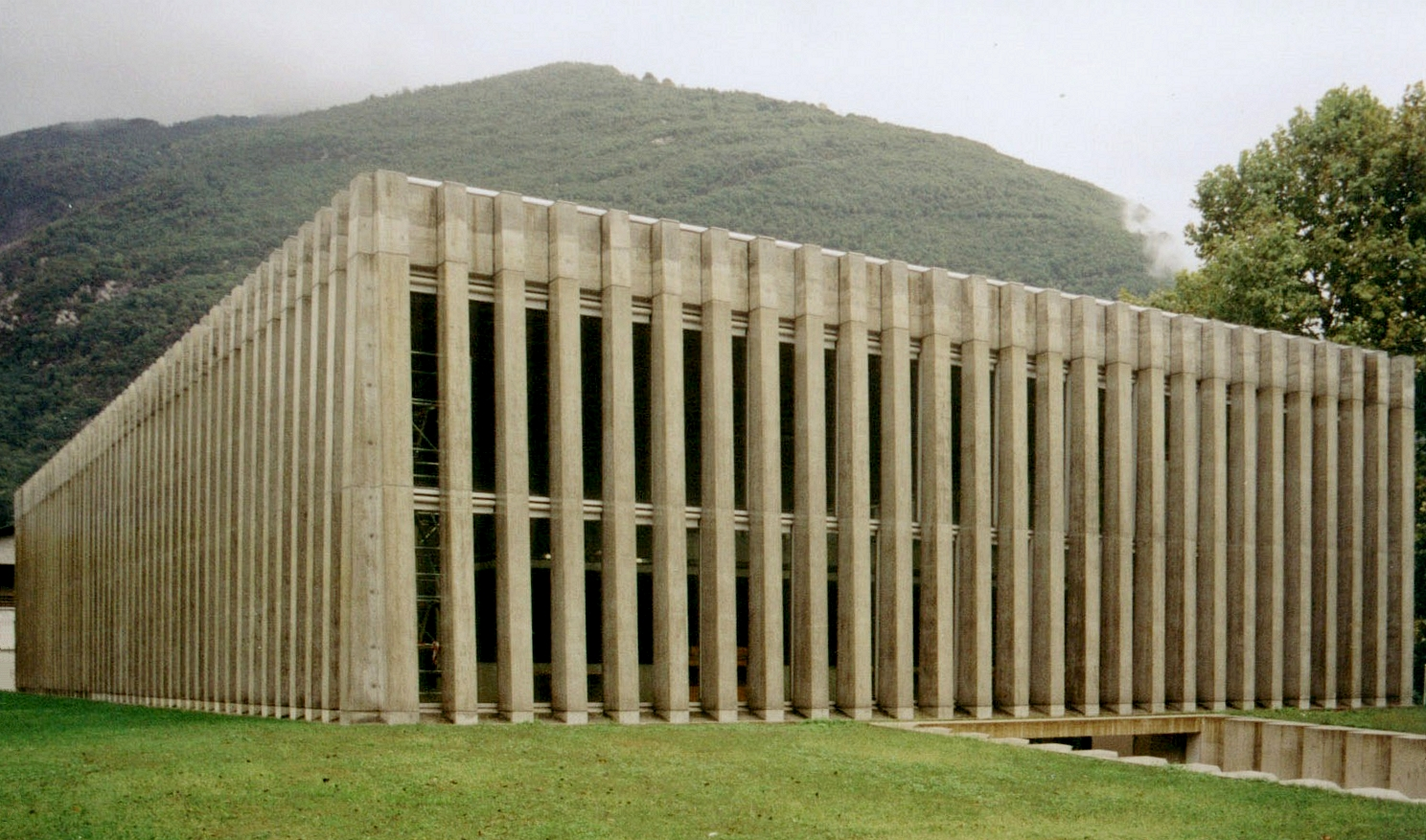
Palestra à Losone, 1995-97.

École d'architecture de Nancy, 1994-95

Livio Vacchini (Locarno, 27 février 1933 - Bâle, 2 avril 2007) est un architecte suisse de l'école tessinoise.

## Biographie
Il est diplômé de l'École polytechnique fédérale de Zurich en 1958. Après un séjour à Stockholm et Paris (de 1959 à 1961), en 1969 il ouvre son atelier d'architecture à Locarno ; entre 1962 et 1971 il collabore étroitement avec Luigi Snozzi. Professeur invité à l'école polytechnique fédérale de Zurich en 1976 et à la Faculté d'architecture de Milan en 1982. De 1995 à 2001 il œuvre en collaboration avec Silvia Gmür, ateliers à Bâle et Locarno.
Vacchini a été membre de la Tendenza et s'est fait connaitre à un niveau international avec l'exposition zurichoise L'architecture de la rébellion. Il a milité avec ses collègues Mario Botta, Aurelio Galfetti et Luigi Snozzi contre la mauvaise qualité des constructions neuves dans le canton du Tessin.
Le documentaire Livio Vacchini. La sala polivalente di Losone d'Adriano Kestenholz en 2001 a obtenu le « Grand Prix de la qualité de l’image » au Festival international du film d’art et pédagogique de Paris.
Son livre Capolavori, Chefs-d'œuvre a été publié en octobre 2006 par les Éditions du Linteau ; la version italienne est parue en mai 2007 aux éditions Umberto Allemandi editore.

## Principales réalisations
Écoles 
- 1972 - 1978 : École primaire ai Saleggi, Locarno

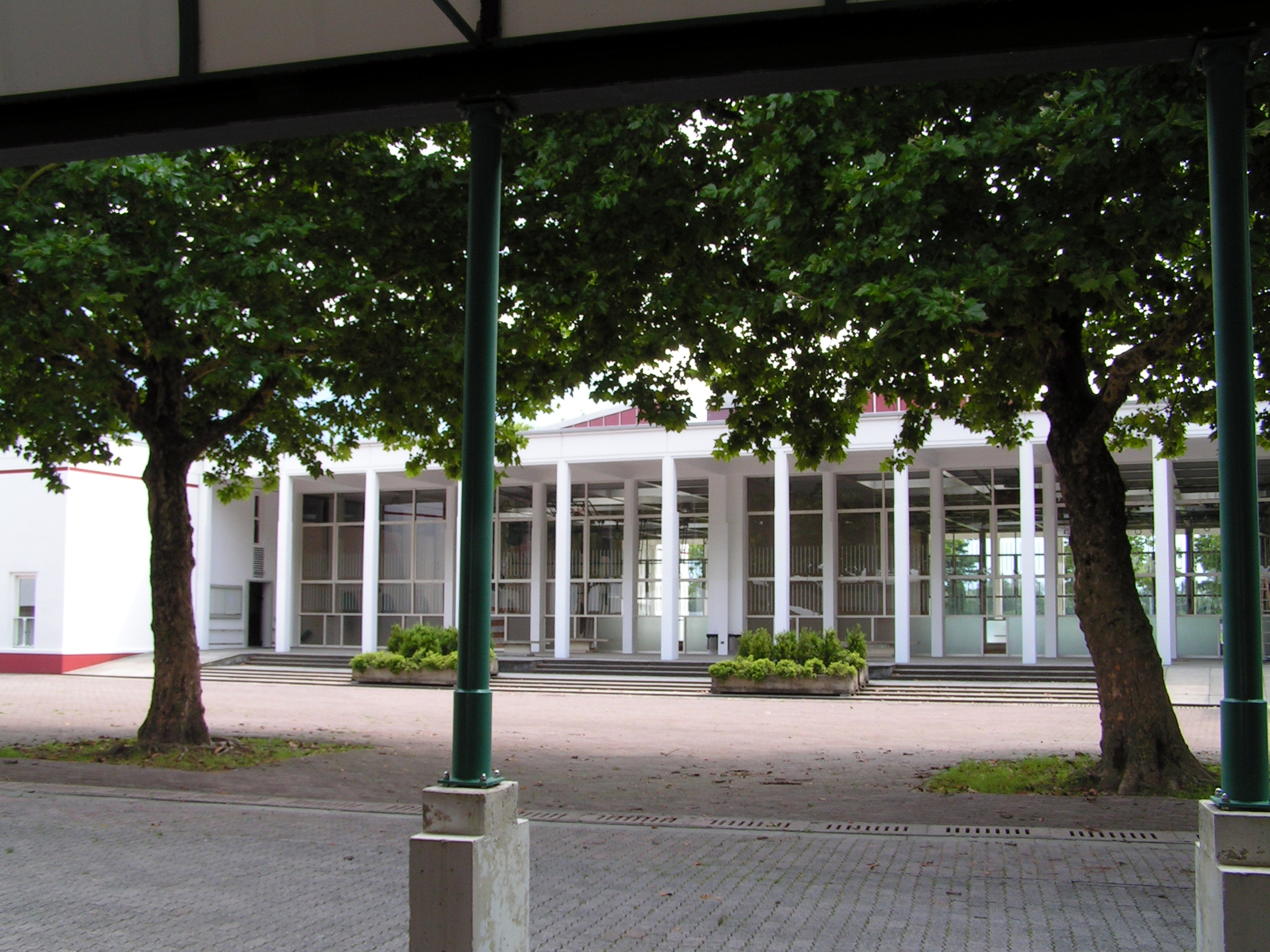
École : salle de sport

- 1973 - 1975 : École secondaire, Losone, avec Aurelio Galfetti
- 1979 - 1984 : École primaire Collina d'Oro, Montagnola
- 1994 - 1995 : École d'architecture de Nancy
- 2004 - 2008 : École secondaire, Bellinzone
- 2004 : Projet Learning Center EPFL Lausanne

Édifices publics
- 1964 - 1965 : Bâtiment Fabrizia, Bellinzone, avec Luigi Snozzi
- 1973 - 1975 : Bâtiment Macconi, Lugano
- 1984 - 1985 : Projet de centre commercial à Locarno
- 1992 - 1995 : Nouveau bâtiment de la poste Locarno
- 1995 - 1998 : C.P.I. Centre des services de la ville de Locarno
- 1997 - 1999 : Banque cantonale tessinoise, Brissago
- 1999 - 2000 : Projet pour la nouvelle Mairie de Nice
- 2000 - 2003 : La Ferriera, Locarno
- 2002 : Projet nouveau centre de la police cantonale tessinoise, Giubiasco
- 2004 : Projet pour le nouveau Centre des Congrès Campo Marzio, Lugano
- 2005 - 2006 : Projet pour le nouveau Centre des Congrès Zürich Forum

Édifices privés
- 1964 - 1965 : Casa Snider, Verscio, avec Luigi Snozzi
- 1984 - 1985 : Casa Fumagalli, Ascona
- 1984 - 1985 : Casa Rezzonico, Vogorno
- 1991 - 1992 : Casa Vacchini, Costa
- 1992 - 1993 : Appartements Rue Albert, Paris
- 1992 - 1995 : Casa Aurora, Lugano
- 1995 - 1998 : 3 maisons à Beinwil am See
- 2000 : Agrandissement Vögelbach Haus, Kandern
- 1999 - 2002 : Casa Rossi, Pianezzo
- 2000 - 2003 : Casa Vittoria, Carona
- 2001 - 2005 : Casa Koerfer, Ronco s.Ascona
- 2005 - 2008 : Casa La Fenice, Ascona

Équipements sportifs
- 1995 - 1997 : Gymnase, Losone
- 2005 - 2009 : Centre sportif, Mülimatt
- 2006 : Projet pour un gymnase à Sursee
- 2007 : Projet pour un gymnase à Chiasso

Hôpitaux
- 1995 - 1998 : Agrandissement hôpital cantonal de Chur, avec Silvia Gmür
- 1995 - 2003 : Agrandissement hôpital cantonal de Bâle, avec Silvia Gmür
- 2000 : Aménagement hôpital de Breitenbach, avec Silvia Gmür

Divers
- 1971 : Festival international du Film, Piazza Grande, Locarno
- 1980 - 1986 : Lido, Ascona
- 1996 - 1999 : Réaménagement Piazza del Sole, Bellinzone
- 2003 - 2010 : Établissement cantonal thermodestruction des déchets, Giubiasco